# コンラート (ブルグント王)

橙色の部分がブルグント王国（947年）

コンラート平和王（Konrad der Friedfertige, 925年頃 - 993年10月19日）は、ブルグント王（在位：937年 - 993年）。ルドルフ2世とシュヴァーベン大公ブルヒャルト2世の娘ベルタの子。ブルグント王としてはコンラート1世、古ヴェルフ家ブルグント系当主としてはコンラート3世といわれる。

## 生涯
父ルドルフ2世の後を継いで937年ブルグント王となった。ザクセン朝の歴代皇帝とは良好な関係を保ち、その在位の間は比較的平和であった。
ブルグント王位は、息子のルドルフ3世が継いだが、ルドルフ3世は1032年嗣子なく没し、ブルグント王国は娘ゲルベルガとシュヴァーベン大公ヘルマン2世との間の娘ギーゼラと結婚した神聖ローマ皇帝コンラート2世により、1033年神聖ローマ帝国に編入された。

## 子女
最初、アデラナ（アデライード）という女性と結婚、2子をもうけた。
- コンラート（955年頃 - 966年8月以降）
- ギーゼラ（950/60年 - 1007年） - バイエルン公ハインリヒ2世と結婚。神聖ローマ皇帝ハインリヒ2世の母。

964年、西フランク王ルイ4世の娘マティルドと結婚した。
- ゲルベルガ（965/966年 - 1019年） - 1．ヴェルル伯ヘルマン1世（ドイツ語版）と結婚。2．シュヴァーベン大公ヘルマン2世と結婚。
- ベルタ（965/967年 - 1010年） - 1．ブロワ伯ウード1世と結婚。2．フランス王ロベール2世と結婚（1000年離婚）。
- マティルデ（969年 - ?） - ジュネーヴ伯ロベールと結婚。
- ルドルフ3世（970年 - 1032年） - ブルグント王（在位：993年 - 1032年）